# حمله مغول به کره
حمله مغول به کره مجموعه ای از لشکرکشی‌های امپراتوری مغول بین سال‌های ۱۲۳۱ و ۱۲۷۰ علیه گوریو (امروزه کشور کُره) را در بر می‌گیرد. این حملات شامل هفت لشکرکشی بزرگ بود و هزینه هنگفتی را برای زندگی غیرنظامیان در سراسر شبه‌جزیره کره به وجود آورد که در نهایت باعث شد که کره برای حدود ۸۰ سال به یک کشور خراجگزار و تحت سلطهٔ دودمان یوآن تبدیل شود.